# Diaglyptellodes maurusius
Diaglyptellodes maurusius är en stekelart som beskrevs av Schwarz 2003. Diaglyptellodes maurusius ingår i släktet Diaglyptellodes och familjen brokparasitsteklar. Inga underarter finns listade i Catalogue of Life.